# Resolutie 1296 Veiligheidsraad Verenigde Naties
Resolutie 1296 van de Veiligheidsraad van de Verenigde Naties werd unaniem door de VN-Veiligheidsraad aangenomen op 19 april 2000.

## Inhoud

### Waarnemingen
Burgers maakten het merendeel van de slachtoffers van gewapende conflicten uit. Ze werden meer en meer geviseerd door de strijdende partijen en vooral kwetsbare groepen als vrouwen, kinderen en vluchtelingen hadden veel te lijden onder het geweld tegen hen. Alle betrokken partijen werden gewezen op het belang van de naleving van het Handvest van de Verenigde Naties en het internationaal recht inzake mensenrechten en vluchtelingen.

### Handelingen
De Veiligheidsraad veroordeelde opnieuw het viseren van burgers tijdens een gewapend conflict. Ook het merendeel van de vluchtelingen tijdens zo'n conflict waren burgers, en zij hadden onder het internationaal humanitair recht recht op bescherming. Het viseren van dergelijke personen geldt als een schending van de mensenrechten. Het was belangrijk dat burgers toegang hadden tot humanitaire hulp. Ook het ontzeggen van die hulp is een schending van het internationaal recht. Het was wel van belang dat humanitaire organisaties dan neutraal bleven in het conflict.
VN-vredesmachten zouden het nodige mandaat meekrijgen om burgers mee te beschermen, alsook ex-strijders en vooral kindsoldaten te ontwapenen. Ook konden maatregelen als tijdelijke veiligheidszones of corridors overwogen worden als genocide, mensenrechtenschendingen of oorlogsmisdaden tegen burgers dreigden.
De Veiligheidsraad nam ook akte van de vankrachtwording van het verdrag tegen antipersoonsmijnen uit 1997 en het positieve effect dat dat zal hebben op de veiligheid van burgers. Verder had de wijde verspreiding van lichte wapens een bijzonder destabiliserende impact en bracht dit ook de humanitaire hulp in gevaar.

## Verwante resoluties
- Resolutie 1261 Veiligheidsraad Verenigde Naties (1999)
- Resolutie 1265 Veiligheidsraad Verenigde Naties (1999)
- Resolutie 1314 Veiligheidsraad Verenigde Naties
- Resolutie 1325 Veiligheidsraad Verenigde Naties

Lijst ·  1285 ·  1286 ·  1287 ·  1288 ·  1289 ·  1290 ·  1291 ·  1292 ·  1293 ·  1294 ·  1295 ·  1296 ·  1297 ·  1298 ·  1299 ·  1300 ·  1301 ·  1302 ·  1303 ·  1304 ·  1305 ·  1306 ·  1307 ·  1308 ·  1309 ·  1310 ·  1311 ·  1312 ·  1313 ·  1314 ·  1315 ·  1316 ·  1317 ·  1318 ·  1319 ·  1320 ·  1321 ·  1322 ·  1323 ·  1324 ·  1325 ·  1326 ·  1327 ·  1328 ·  1329 ·  1330 ·  1331 ·  1332 ·  1333 ·  1334